# Clubiona rothschildi
Clubiona rothschildi là một loài nhện trong họ Clubionidae.
Loài này thuộc chi Clubiona. Clubiona rothschildi được Lucien Berland miêu tả năm 1922.